# Joachim Meisner
Joachim Meisner, nemški rimskokatoliški duhovnik, škof in kardinal, * 25. december 1933, Breslau, † 5. julij 2017, Bad Füssing.

## Življenjepis
22. decembra 1962 je prejel duhovniško posvečenje.
17. marca 1975 je bil imenovan za pomožnega škofa Erfurt-Meiningena in za naslovnega škofa Vine; 17. maja istega leta je prejel škofovsko posvečenje.
22. aprila 1980 je postal škof Berlina in 17. maja istega leta je bil ustoličen.
2. februarja 1983 je bil povzdignjen v kardinala in imenovan za kardinal-duhovnika S. Pudenziana.
20. decembra 1988 je bil imenova za nadškofa Kölna, ustoličen pa je bil 12. februarja 1989.
Upokojil se je februarja 2014.